# Общественное открытое пространство

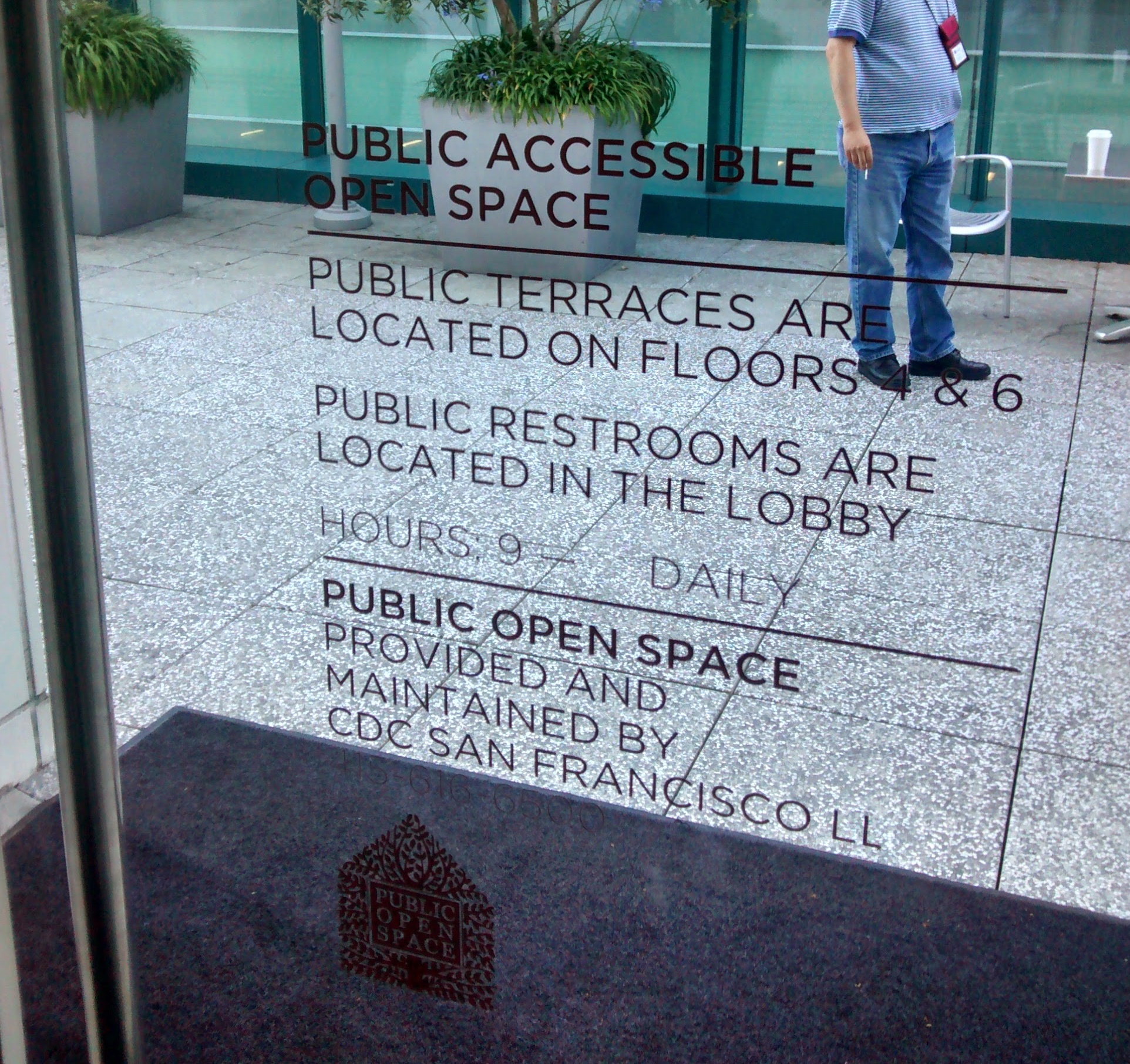
Общественное открытое пространство в Сан-Франциско (терраса отеля, то есть частное общественное пространство)

Общественное открытое пространство определяется урбанистами и ландшафтными архитекторами как открытый участок земли (как с зелёными насаждениями, так и без них), к которому есть общественный доступ. Возможны различные толкования этого термина. Так, «общественное» может означать:
- принадлежащее федеральному или местному органу власти;
- принадлежащее «общественному» органу (например, некоммерческой организации) и находящееся в доверительном управлении для общественности;
- принадлежащее частному лицу или организации, но предоставленное для общественного пользования или общедоступное (см. частное общественное пространство[англ.].

«Открытое» может означать:
- открытое для общественного доступа;
- открытое для общественного отдыха;
- расположенное на открытом воздухе (то есть не пространство внутри здания);
- озеленённое.

В США, например, в зависимости от того, какое из этих определений принято, к общественным открытым пространствам могут быть отнесены:
- городской парк;
- городская площадь;
- гринуэй — «зелёная дорожка», открытая для общего пользования, но проходящая через сельскохозяйственные угодья или лес;
- автомобильная дорога общего пользования;
- частная автодорога[англ.] с общественным доступом.